# Мартинес Эредиа, Фернандо
Фернандо Мартинес Эредиа (исп. Fernando Martínez Heredia; 21 января 1939 года — 12 июня 2017 года) — кубинский общественный и политический деятель, участник Движения 26 июля и член КПК с её основания. Доктор права и преподаватель Гаванского университета (декан философского факультета). Автор многих книг, главный редактор влиятельного общественно-политического журнала «Критическая мысль» (исп. Pensamiento Crítico).

## Книги
- El corrimiento hacia el rojo. 2001
- Socialismo, liberación y democracia. 2007
- La Revolución Cubana del 30: Ensayos. 2007